# Alan Raymond
Alan Raymond ist ein US-amerikanischer Dokumentarfilmer, Kameramann und Filmproduzent. Raymond wurde 1994 mit einem Oscar für den besten Dokumentarfilm ausgezeichnet und war für die Oscarverleihung 1992 für den Oscar für Dokumentarfilme nominiert. Er wurde ferner 1994 und 2000 mit Primetime Emmy Awards geehrt.

## Werk
Alan Raymond besuchte öffentliche Schulen.
Er studierte Filmwesen an der New York University in den 1960ern. In dieser Zeit drehte er den Studentenkurzfilm How Do You Like the Bowery?
Alan Raymond arbeitete dann zunächst für Drew Associates, bevor er in den 1960ern begann mit seiner Ehefrau Susan Dokumentationen zu produzieren. Die Eheleute gründeten hierzu eine Produktionsgesellschaft in New York City. Das Ehepaar zog später nach Philadelphia.
Gemeinsam mit seiner Ehefrau filmte Alan Raymond 1973 für den Fernsehsender HBO die von Craig Gilbert produzierte TV-Serie „An American Family“. Diese zwölfstündige Serie über die Familie Loud in Santa Barbara (Kalifornien) gilt als erste Reality Show des US-Fernsehens. Die Raymonds trennten sich nach der Sendung wegen Manipulationen der Louds von Gilbert und konnten so das Vertrauen der Familienmitglieder erhalten und später An American Family Revisited (1983) und Lance Loud! A Death in An American Family (2001), über den AIDS-Tod des Sohnes, drehen.
Die erste unabhängige Arbeit war dann Police Tapes über Polizeiarbeit in einem Polizeibezirk in der Bronx. Der 1978 ausgestrahlte Film beeinflusste Sendungen wie Hill Side Blues und andere Polizei-Shows im amerikanischen Fernsehen. Die über die Jahrzehnte folgenden Dokumentationen des Ehepaars Raymond befassten sich mit Themen wie Bildung, Häftlingsrechte, Gefängnisse, Religion, Polizei, Blues und Elvis Presley.

## Ehrungen (Auswahl)
- Oscars

- 1992: Bester Dokumentarfilm zusammen mit Susan Raymond für „Doing Time: Life Inside the Big House“ (Nominierung)
- 1994: Bester Dokumentarfilm zusammen mit Susan Raymond für „Kein Herz für Kinder“ (I Am a Promise: The Children of Stanton Elementary School)

- Emmy Awards

- 1994: Outstanding Informational Special zusammen mit Susan Raymond für „Kein Herz für Kinder“ (I Am a Promise: The Children of Stanton Elementary School)
- 2000: Outstanding Non-Fiction Special zusammen mit Sheila Nevins, John Hoffman und Susan Raymond für „Kinder im Krieg – Kriegskinder“ (Children in War)
- 2000: Outstanding Cinematography in Non-Fiction Program für „Kinder im Krieg – Kriegskinder“ (Children in War) (Nominierung)

- Directors Guild of America

- Directors Guild of America Award 1992: Outstanding Directorial Achievement in Documentary/Actuality für „Doing Time: Life Inside the Big House“ (Nominierung)

- International Documentary Association

- 1994: IDA Award zusammen mit Susan Raymond für „Kein Herz für Kinder“ (I Am a Promise: The Children of Stanton Elementary School)
- 2000: Video Source Award zusammen mit Susan Raymond und Sheila Nevins für „Kinder im Krieg – Kriegskinder“ (Children in War) (Nominierung)
- 2010: Pioneer Award zusammen mit Susan Raymond

- Sundance Film Festival

- 1988: Großer Preis der Jury (Dokumentation) zusammen mit Susan Raymond für Elvis '56 (Nominierung)